# Bandera de Tona
La bandera oficial de Tona té la següent descripció:
Bandera apaïsada, de proporcions dos d'alt per tres de llarg, composta de dues parts verticals iguals; la primera, verd fosc, amb el castell blanc de porta i finestres verd fosc de l'escut, d'alçària 7/13 de la del drap i amplària 2/7 de la llargària del mateix drap, al centre; i la segona, bicolor horitzontal blanca, amb la creu plena vermella de tronc i braços de gruix 1/18 de la llargària del drap; i groga, amb quatre pals vermells.

## Història
El 28 de setembre de 2016, el ple de l'Ajuntament va iniciar els tràmits per dotar el municipi d'una bandera oficial. Posteriorment, l'Ajuntament va aprovar en ple el 29 de març de 2017 d'organitzar una consulta popular entre 5 propostes per escollir la bandera municipal. Després dels tràmits reglamentaris, el Departament de Governació, Administracions Públiques i Habitatge de la Generalitat de Catalunya va aprovar la proposta escollida en la consulta el 12 de gener de 2018, i fou publicada al DOGC el 22 de gener del mateix any amb el número 7540.